# Lars Grossen
Lars Grossen (* 3. Februar 1990 in Frutigen) ist ein ehemaliger Schweizer Skisportler, der seine Karriere als Nordischer Kombinierer begann und später als Skispringer aktiv war.

## Werdegang

### Nordische Kombination
Grossen gab am 1. März 2003 bei einem Juniorenwettkampf in Le Brassus sein internationales Debüt und belegte den 23. Platz. Bis 2008 ging er regelmässig bei FIS-Rennen an den Start. Sein bestes Ergebnis dabei war ein sechster Platz in Oberstdorf am 13. Oktober 2007. Bei der Junioren-WM 2007 in Tarvisio belegte Grossen mit Joel Bieri, Tim Hug und Tommy Schmid den neunten Platz. Am 18. Januar 2008 gab er in Chaux-Neuve sein Debüt im B-Weltcup und wurde 61. Zwei Tage später belegte Grossen schon den 52. Platz. Bei der Junioren-WM 2008 in Zakopane erreichte er folgende Ergebnisse: Gundersen 44., Team 5. und Sprint 28. Am Ende der Saison ging er in Pragelato erneut im B-Weltcup an den Start, verpasste als 50. jedoch erneut den Sprung in die Punkte.
In den nächsten zwei Jahren (2008–2010) startete Grossen vorwiegend im Alpencup. Dabei erzielte er jedoch bis auf wenige Ausnahmen keine grossen Erfolge. Ein absoluter Ausreisser nach oben gelang ihm am 4. Oktober 2009 mit einem vierten Platz in Oberstdorf. In dieser Zeit ging Grossen auch bei insgesamt acht B-Weltcups an den Start. Sein bestes Ergebnis dabei war ein 32. Platz am 23. Januar 2010 in Bischofshofen. Wenige Tage später nahm er an der Junioren-WM 2010 in Hinterzarten in der Disziplin Gundersen teil und belegte den 52. Platz. 2010 entschied er sich, zum Skispringen zu wechseln.

### Skispringen
Grossen hatte bereits vor 2010, wie viele Schweizer Nordische Kombinierer, an Schweizer Meisterschaften im Skispringen teilgenommen. 2007 gewann er die Bronzemedaille bei den Junioren, 2008 sogar Gold. Ausserdem holte Grossen 2009 im Team Bronze. Nach seinem Wechsel zum Skispringen gab er am 8. Oktober 2010 in Einsiedeln sein Debüt im FIS-Cup, verpasste jedoch als 34. den 2. Durchgang. Beim zweiten Springen holte er als 19. seine ersten FIS-Cup-Punkte. Am 27. Dezember 2010 gab Grossen sein Debüt im Continental Cup. Er wurde jedoch disqualifiziert. Beim zweiten Springen belegte Grossen den 64. Platz. In dieser Saison ging er noch bei den Continental Cups in Titisee-Neustadt (55. Platz) und Kranj (zweimal 60. Platz) an den Start.